# Bruges-a-Morta
Bruges-a-Morta (Bruges-la-Morte) é um romance do escritor francófono belga Georges Rodenbach (1855-1898), considerado como uma obra-prima do Simbolismo, publicado a princípio no formato de folhetim nas colunas do Figaro de 4 a 14 de fevereiro de 1892. Depois publicou-se o volume completo em Maio do mesmo ano, na editora Marpon &amp; Flammarion (Paris), ilustrado por fotografias que retratavam diversos aspectos da cidade. Trata-se da primeira figuração de fotografias em um texto literário.
Esta obra, cuja personagem principal é a própria cidade de Bruges, provocou um certo sucesso, tornando seu autor célebre. Mas, por ter descrito em francês Bruges, o coração pulsante de Flandres, e também por ter feito campanha de viés saudosista contra o projeto modernizante de "Bruges-port de mer" (ou Zeebruges), Rodenbach se tornará, segundo Tom Lanoye, persona non grata na sua cidade de escolha e preferência.

## A obra

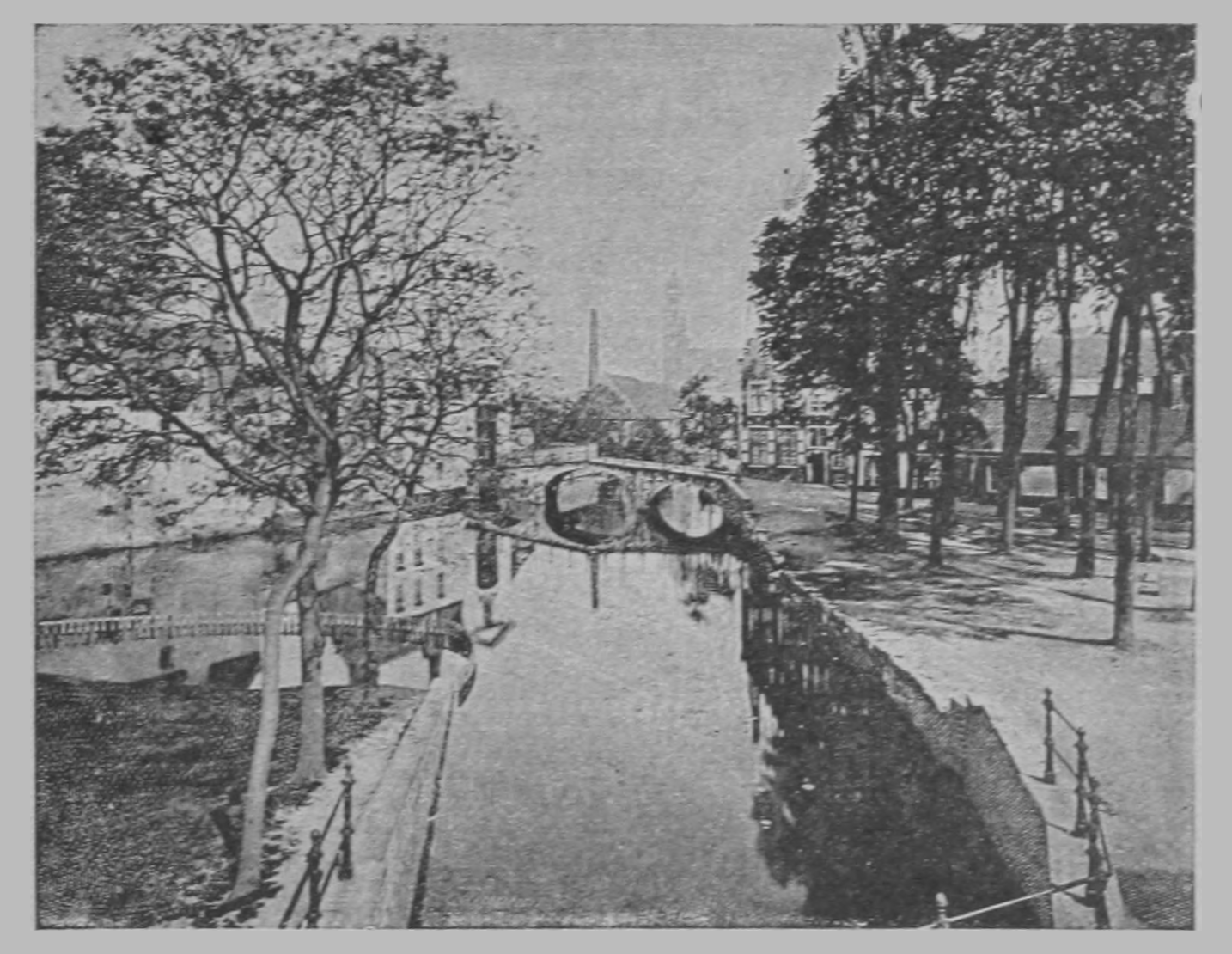
Imagem de abertura da história

A edição original de 1892 possui uma capa com a reprodução de um desenho de Fernand Khnopff, ao passo que o volume é acompanhado de similigravuras tiradas de perspectivas da cidade de Bruges. Essas trinta e cinco imagens foram gravadas pelo ateliê Charles-Guillaume Petit et Cie. Trata-se de clichês dos estúdios de Lévy e Neurdein, que eram especializados em imagens turísticas. Se elas foram retocadas por necessidades da impressão à época, elas foram todavia parte integrante da história.

### O aviso
Rodenbach faz preceder a seu livro o aviso que segue. Entretanto, este não figura no manuscrito do romance, nem tampouco na edição original do Figaro. Sua redação tardia tem por fim justificar as fotografias que ilustram a obra.

"Neste estudo passional, quisemos também e principalmente evocar uma cidade, a Cidade como personagem essencial, associada a um estado de alma, que aconselha, dissuade, determina o agir.
Assim, na realidade, esta Bruges, que tivemos o prazer de escolher, aparece quase humana… Um ascendente se estabelece entre ela e aquele que nela permanece.
Ela o molda de acordo com seus sítios e sinos.
Eis o que quisemos sugerir: A cidade orientando uma ação; suas paisagens urbanas não somente como telas de fundo, como temas descritivos um tanto arbitrariamente escolhidos, mas ligados ao evento mesmo do livro.
Por isso é importante, pois que esses ornatos de Bruges colaboram com as peripécias, reproduzi-los igualmente aqui, intercalados entre as páginas: cais, ruas desertas, moradas antigas, canais, conventos (beguinarias), igrejas, ourivarias litúrgicas, campanários, a fim de que aqueles que nos leiam se submetessem também à presença e influência da cidade, experimentado o contado das águas mais vizinhas, sentindo à sua volta a sombra de altas torres alongadas sobre o texto."

### Resumo
Hugues Viane, fugindo de uma vila "cosmopolita", provavelmente Paris, fixa-se no cais do Rosário, em Bruges. Lá ele leva, com sua serva carola, uma vida calma e recolhida, cultivando sua dor sobre a lembrança de sua esposa desaparecida. Ele conservara dela numa caixa de cristal uma trança loira que ele venera todo dia. Não é por acaso que ele escolheu Bruges. A vila, personagem principal e onipresente, associa-se à sua mágoa, assemelha-se mesmo à morte.
Uma noite, na saída da Igreja de Nossa Senhora, Hugues encontra uma jovem desconhecida cuja semelhança com a defunta o enche de estupor. Ele a segue até o teatro, onde ele descobre que se trata da atriz Jane Scott, que faz o papel duma dançarina em Robert le Diable de Meyerbeer. Tornando-se seu amante, ele espera reencontrar a felicidade que ele conheceu com sua esposa. Mas a cidade austera lhe condena essa ligação escandalosa. A história termina em tragédia. Fora da procissão do Santo-sangue, Hugues Viane estrangula a comediante com a trança que ela, sem o saber, profanou.

### Temas
- A amada desaparecida ou o mito de Eurídice.
- A Gnose

## Adaptações

### Edições
A primeira publicação de Bruges-a-morta teve lugar, em fevereiro de 1892, sob a forma de folhetin no Le Figaro; ela foi seguida, em junho do mesmo ano, de uma segunda edição do texto, esta vez em volume acrescido de dois capítulos suplementares (os VI e XI da edição atual), e de 35 fotografias da cidade de Bruges.
Em seguida, as edições francesas suprimiram uma parte das imagens originais (em 1909, apenas 19 imagens restavam), depois, a partir de 1910, as similigravuras foram substituídas por fotos de amadores.
Em 1914, Flammarion renuncia às fotos, e propõe desenhos. A primeira edição a retomar o dispositivo texto-fotografias, respeitando a escolha de Rodenbach, é aquela da Atlas Press, editora londrina que publicou a obra em 1993. Apenas com a edição de bolso Garnier-Flammarion de 1998 pôde-se  encontrar, em francês, a exata reprodução da obra acompanhada de suas imagens.

### Cinema
O romance foi adaptado quatro vezes ao cinema: em 1915 por Evgueni Bauer, sob o título Sonhos, em 1956 por Hugo del Carril, sob o nome Más allá del olvido, em 1980 por Alain Dhénaut, sob o nome de Bruges a morta,  e em 1981 por Roland Verhavert sob o título Brugge, die stille.
Em um artigo da coleção O mundo de Rodenbach, pesquisado por Laurence Brogniez, Ana Gonzalez Salvador, diretora do Centro de Estudos Belgas, mostra que o cineasta Alfred Hitchcock se inspirou em Bruges-a-morta  por meio do romance policial Entre os mortos de Boileau-Narcejac, resultando em seu filme Um corpo que cai (Vertigo)

### Ópera e teatro
Rodenbach escreveu uma adaptação teatral de seu romance-poema, um drama em quatro atos intitulado A miragem, publicado postumamente em abril de 1900 pela Revista de Paris.
Die tote Stadt (A cidade morta) é uma ópera de 1920 em três atos de Erich Wolfgang Korngold, também inspirada no romance de Rodenbach.